# Ichasagua
Ichasagua était un chef guanche de l'île de Tenerife, proclamé roi ou après la conquête européenne de l'île au XVe siècle.
Il était membre de la noblesse guanche d'Adeje. Il est mort en étant le dernier roi de l'île. Il n'a pas accepté la prétendue "Paz de Los Realejos" qui a conduit à la conquête de l'île.
En 1502, les guanches qui n’ont pas reconnu la domination castillane ont choisi Ichasagua comme roi de toute l’île, établissant cette cour dans la forteresse naturelle de Roque del Conde.
Ichasagua a été tué par les aborigènes qui ont soutenu la domination espagnole.